# 2019년 지진
아래 목록은 2019년 발생한 지진의 목록이다. 이 목록에는 규모 6 이상이거나, 지진으로 인명 피해나 재산 피해가 일어났거나, 기타 신뢰 가능한 출처에서 유력하게 다룬 지진을 수록한다. 지진이 일어난 시각은 전부 협정 세계시로 표기한다.
2019년에는 모멘트 규모 Mw7.0 이상의 지진이 총 10회 일어났으며, 지진으로 인한 사망자가 2000년대 이후 가장 적은 해였다.

## 연도별 지진 비교
| 규모    | 2009년 | 2010년 | 2011년 | 2012년 | 2013년 | 2014년 | 2015년 | 2016년 | 2017년 | 2018년 | 2019년 |
| ------- | ------ | ------ | ------ | ------ | ------ | ------ | ------ | ------ | ------ | ------ | ------ |
| 8.0–9.9 | 1      | 1      | 1      | 2      | 2      | 1      | 1      | 0      | 1      | 1      | 1      |
| 7.0–7.9 | 16     | 23     | 19     | 14     | 17     | 11     | 18     | 16     | 6      | 16     | 9      |
| 6.0–6.9 | 144    | 151    | 187    | 117    | 123    | 143    | 127    | 130    | 104    | 118    | 135    |
| 5.0–5.9 | 1,920  | 2,221  | 2,486  | 1,546  | 1,454  | 1,574  | 1,412  | 1,550  | 1,448  | 1,671  | 1,485  |
| 4.0–4.9 | 6,835  | 10,140 | 13,131 | 10,957 | 11,872 | 15,816 | 13,776 | 13,699 | 11,536 | 12,782 | 11,897 |
| 총 합   | 8,917  | 12,539 | 15,824 | 12,637 | 13,469 | 17,545 | 15,334 | 15,395 | 13,095 | 14,589 | 13,531 |

감지된 지진 횟수의 증가가 '실제 일어난' 지진 횟수가 증가한 것이라 말할 수는 없다. 인구 증가, 인간 거주 구역의 광역화, 지진 감지 기술의 발전 등으로 인해 유감지진, 즉 감지된 지진의 횟수는 실제 일어난 지진 횟수와는 상관없이 계속 늘어날 수 있다.

## 사망자수 순 지진
| 순위 | 사망자수 | 규모 | 진앙                  | MMI  | 깊이 (km) | 날짜      |
| ---- | -------- | ---- | --------------------- | ---- | --------- | --------- |
| 1    | 51       | 6.4  | 알바니아 듀러스       | VIII | 20.0      | 11월 26일 |
| 2    | 41       | 6.5  | 인도네시아 말루쿠주   | VII  | 18.2      | 9월 25일  |
| 3    | 40       | 5.6  | 파키스탄 카슈미르주   | VII  | 10.0      | 9월 24일  |
| 4    | 18       | 6.1  | 필리핀 루손           | VII  | 20.0      | 4월 22일  |
| 5    | 14       | 7.2  | 인도네시아 북말루쿠주 | VII  | 20.0      | 7월 14일  |
| 5    | 14       | 6.6  | 필리핀 코타바토주     | VII  | 15.3      | 10월 29일 |
| 7    | 13       | 5.8  | 중화인민공화국 쓰촨성 | VIII | 6.0       | 10월 7일  |
| 7    | 13       | 6.8  | 필리핀 다바오주       | VII  | 22.4      | 12월 15일 |
| 9    | 10       | 7.2  | 필리핀 코타바토주     | VII  | 10.0      | 10월 31일 |

위 목록은 10명 이상 사망한 지진들만 수록하였다.

## 규모 순 지진
| 순위 | 규모 | 사망자수 | 진앙                      | MMI  | 진원 깊이 (km) | 날짜      |
| ---- | ---- | -------- | ------------------------- | ---- | -------------- | --------- |
| 1    | 8.0  | 2명      | 페루 로레토주             | VIII | 122.8          | 5월 26일  |
| 2    | 7.6  | 0        | 파푸아뉴기니 동뉴브리튼주 | VII  | 10.0           | 5월 14일  |
| 3    | 7.5  | 1명      | 에콰도르 파스타사주       | VII  | 128.9          | 2월 22일  |
| 4    | 7.3  | 0        | 뉴질랜드 케르매덱 제도    | VI   | 35.0           | 6월 15일  |
| 4    | 7.3  | 0        | 인도네시아 반다해         | VI   | 212.0          | 6월 24일  |
| 6    | 7.2  | 14명     | 인도네시아 북말루쿠주     | VI   | 19.0           | 7월 14일  |
| 7    | 7.1  | 0        | 파푸아뉴기니 모로베주     | VII  | 126.9          | 5월 6일   |
| 7    | 7.1  | 0        | 미국 캘리포니아주         | IX   | 17.0           | 7월 6일   |
| 7    | 7.1  | 1명      | 인도네시아 북술라웨시주   | VII  | 33.0           | 11월 14일 |
| 10   | 7.0  | 1명      | 페루 푸노주               | IV   | 257.4          | 3월 1일   |

위 목록은 규모 Mw7.0 이상인 지진만 수록하였다.

## 월별 지진

### 1월
| 날짜 | 진원 위치                                                   | Mw  | 깊이 (km) | MMI  | 주석 | 사상자   | 사상자   |
| 날짜 | 진원 위치                                                   | Mw  | 깊이 (km) | MMI  | 주석 | 사망자수 | 부상자수 |
| ---- | ----------------------------------------------------------- | --- | --------- | ---- | --- | -------- | -------- |
| 3일  | 중화인민공화국 쓰촨성 허커우 서남서쪽 33km 지점             | 4.8 | 10.0      | II   | 궁현에서 건축물이 일부 파괴 피해가 발생했다. 지진으로 부상자 1명이 발생했다. | -        | 1명      |
| 3일  | 일본 규슈 후쿠오카현 오무타시 동북쪽 2km 지점               | 4.7 | 10.0      | IV   | 2019년 구마모토 지진 문서 참조. 일본 기상청 진도 계급 기준 구마모토현에서 진도 6약을 관측하였다. 구마모토현 나고미정에서 건축물 피해가 있었으며 구마모토현 마시키정에서 1명이 부상을 입었다.                  | -        | 1명      |
| 5일  | 브라질 아크리주 타라우아카 서쪽 90km 지점                   | 6.8 | 570.4     | III  | - | -        | -        |
| 6일  | 이란 케르만샤주 사르폴에자하브 서남쪽 41km 지점             | 5.6 | 14.0      | VI   | 길라네가르브군 시내에서 75명이 부상을 입었다. 일부 건축물 및 도로 피해가 보고되었다. | -        | 75명     |
| 6일  | 인도네시아 말루쿠해 해역                                    | 6.6 | 43.2      | IV   | - | -        | -        |
| 8일  | 일본 가고시마현 니시노오모테시 동남쪽 해역                  | 6.3 | 35.0      | VI   | 일본 기상청 진도 계급 기준 가고시마현과 미야자키현에서 최대진도 4를 감지하였다. | -        | -        |
| 9일  | 아르헨티나 네우켄주 아녤로 동남쪽 20km 지점                 | 4.0 | 10.0      | -    | 아녤로, 네우켄 지역에서 지진의 진동을 느꼈으며 가구가 움직이거나 벽에 금이 가는 등의 경미한 피해가 있었다. | -        | -        |
| 12일 | 폴란드 돌니실롱스크주 폴코비체 동북쪽 2km 지점              | 3.8 | 2.0       | III  | 지진으로 루드나 광산이 붕괴하는 사고가 일어났다. 광부 1명이 사망하고 6명이 부상을 입었다. | 1명      | 6명      |
| 15일 | 바누아투 솔라 서북쪽 94km 지점 해역                         | 6.6 | 35.0      | IV   | - | -        | -        |
| 17일 | 파푸아뉴기니 로렝가우 서남쪽 165km 비스마르크해 해역        | 6.2 | 10.0      | IV   | - | -        | -        |
| 18일 | 바누아투 이상겔 서북서쪽 76km 해역                          | 6.0 | 38.7      | -    | - | -        | -        |
| 20일 | 칠레 코킴보 주 톤고이 남남서쪽 10km 지점                    | 6.7 | 53.0      | VIII | 2019년 코킴보주 지진 문서 참조. 코킴보와 라세레나에서 병원, 건물, 집 등에 약간의 피해가 있었으며 역사 사적지에 심각한 피해가 있었고 도로가 갈라지는 일이 있었다. 지진으로 일어난 심장마비로 2명이 사망하였다. | 2명      | -        |
| 21일 | 인도네시아 누사틍가라티무르주 보고라와투 남남서쪽 66km 해역 | 6.0 | 26.0      | IV   | 수 시간 후 같은 지역에서 일어난 M6.4 지진의 전진이다. | -        | -        |
| 22일 | 인도네시아 누사틍가라티무르주 보고라와투 남쪽 80km 해역     | 6.3 | 24.0      | IV   | - | -        | -        |
| 22일 | 남아프리카 공화국 프린스에드워드 제도 해역                  | 6.7 | 13.0      | III  | - | -        | -        |
| 22일 | 폴란드 돌니실롱스크주 체르니차 서남쪽 1km 지점              | 3.9 | 5.5       | VII  | 지진으로 리두우토비 석탄 광산이 붕괴하는 사고가 일어났다. 광산 붕괴로 광부 1명이 사망하고 8명이 부상을 입었다.                                                                                                | 1명      | 8명      |
| 25일 | 페루 이카군 리오그란데강 서쪽 18km 지점                     | 5.7 | 59.3      | IV   | 어도비 구조의 집이 일부 붕괴되었으며 지진으로 6명이 경상을 입었다. | -        | 6명      |
| 26일 | 솔로몬 제도 슈아절 주 치로방가 서남쪽 48km 해역             | 6.2 | 355.0     | I    | - | -        | -        |
| 26일 | 콜롬비아 우일라주 산타마리아 서북서쪽 13km 지점             | 5.6 | 10.0      | VI   | 진앙 인근의 여러 집이 피해를 입었다. 심장마비로 여성 1명이 사망하였다. | 1명      | -        |
| 26일 | 일본 구마모토현 다마나시 북쪽 9km 지점                      | 4.4 | 10.0      | -    | 구마모토현 나고미정에서 일본 기상청 진도 계급 기준 5약의 진도를 감지했다. 이 지진은 3일에 구마모토현에서 일어났던 지진의 여진이다.                                                                            | -        | -        |
| 26일 | 인도네시아 말루쿠주 도보 서북쪽 58km 해역                   | 5.9 | 10.0      | IV   | 아루섬에서 주택 3채와 병원 1채가 피해를 입었다. 소녀 1명이 부상을 입었다. | -        | 1명      |
| 26일 | 피지 라우 주 은도이섬 남남서쪽 51km 해역                    | 6.2 | 588.0     | -    | - | -        | -        |
| 29일 | 폴란드 돌니실롱스크주 그렝보치체 남쪽 3km 지점              | 4.9 | 10.0      | III  | 지진으로 루드나 석탄 탄광이 붕괴되는 사고기 일어났다. 이 사고로 광부 15명이 부상을 입었다. | -        | 15명     |

### 2월
| 날짜 | 진원 위치                                                    | Mw  | 깊이 (km) | MMI | 주석 | 사상자   | 사상자   |
| 날짜 | 진원 위치                                                    | Mw  | 깊이 (km) | MMI | 주석 | 사망자수 | 부상자수 |
| ---- | ------------------------------------------------------------ | --- | --------- | --- | --- | -------- | -------- |
| 1일  | 인도 마하라슈트라주 다하누 동남쪽 10km 지점                  | 4.1 | 5.0       | -   | 2세 소녀가 지진으로 일어난 패닉으로 사망했다. 벽 담장 일부가 무너지는 피해를 입었다. | 1명      | -        |
| 1일  | 멕시코 치아파스주 포트치아파스 북북서쪽 6km 지점             | 6.7 | 66.0      | VI  | 2019년 치아파스주 지진 문서 참조. 치아파스주의 건물 100여채가 피해를 입었으며, 1명이 다리골절 부상을 입었다. 이웃한 과테말라에서는 14명이 경상을 입고 일부 건물이 구조적 피해를 입었다.                                            | -        | 15명     |
| 2일  | 인도네시아 믄타와이 제도 무아라 시베루트 서남서쪽 168km 해역 | 6.0 | 20.0      | III | 믄타와이 제도의 주택 11채가 붕괴되었고 병원, 교회가 피해를 입었다. | -        | -        |
| 5일  | 아제르바이잔 이스마이을르 구 바스칼 동북쪽 23km 지점         | 5.1 | 10.0      | IV  | 건물 여러 채가 피해를 입었으며 학교 5곳의 담장이 무너졌다. 중상자 포함 부상자가 총 30명이 나왔다. | -        | 30명     |
| 10일 | 이란 호르모즈간주 카스힘 서쪽 75km 지점                      | 5.4 | 10.0      | VII | 5명이 부상을 입었으며 일부 구조물 피해가 있었다. | -        | 5명      |
| 12일 | 미국 북마리아나 제도 아그리한섬 북북동쪽 31km 해역           | 6.0 | 144.3     | -   | 일본 오가사와라 제도 하하지마섬에서 일본 기상청 진도 계급 기준 1의 진도를 관측하였다. | -        | -        |
| 14일 | 페루 우앙카벨리카군 팜파스 동북동 66km 지점                  | 5.4 | 10.0      | VII | 병원 8곳이 피해를 입었으며 주택 및 건물 수 채가 손상을 입었다. 페루 군인 2명이 부상을 입었다. | -        | 2명      |
| 14일 | 대서양 중앙 해령 북부                                        | 6.2 | 10.0      | II  | - | -        | -        |
| 17일 | 파푸아뉴기니 뉴아일랜드주 나마타나이 서북쪽 49km 해역        | 6.4 | 368.1     | I   | - | -        | -        |
| 20일 | 터키 차나칼레주 에지네 남남동쪽 9km 지점                     | 5.1 | 10.0      | VI  | 진앙 근처 주택 85채 및 모스크 2곳이 피해를 입었다. | -        | -        |
| 21일 | 일본 홋카이도 지토세시 동쪽 24km 지점                        | 5.5 | 41.2      | V   | 일본 기상청 진도 계급 기준 홋카이도 아쓰마정에서 6약을 관측하였다. 이 지진은 홋카이도 이부리 동부 지진의 최대여진이다. 지진으로 아쓰마정에서는 눈사태가 일어났으며 삿포로시, 도마코마이시, 노보리베쓰시에서는 6명이 부상을 입었다. | -        | 6명      |
| 22일 | 에콰도르 파스타사주 팔로라 동남동쪽 115km 지점               | 7.5 | 132.4     | VII | 2019년 에콰도르 지진 문서 참조. 집 창문이 깨지고 담이 무너지는 등 약간의 피해가 보고되었다. 1명이 심장마비로 사망하고 9명이 부상을 입었다.                                                                                         | 1명      | 9명      |
| 25일 | 중화인민공화국 쓰촨성 쯔궁시 동남쪽 22km 지점                | 4.9 | 10.0      | IV  | 2019년 쯔궁시 지진 문서 참조. 궁현에서 주택 9채가 피해를 입었다. 2명이 발코니에서 추락하여 사망하였고 그 외 12명이 부상을 입었다. 지진 직후 쓰촨성의 셰일 가스 채굴이 중단되었다.                                                  | 2명      | 12명     |
| 27일 | 이란 로레스탄주 압다난 동북쪽 23km 지점                      | 4.5 | 10.0      | -   | 주택 수 채가 피해를 입었으며 17명이 부상을 입었다. | -        | 17명     |
| 27일 | 인도네시아 수마트라 수리안 동쪽 80km 해역                    | 5.4 | 10        | VI  | 최소 48명이 부상을 입었으며 남솔록 지역에서만 주택 최소 380여채가 피해를 입었다. | -        | 48명     |

### 3월
| 날짜 | 진원 위치                                              | Mw  | 깊이 (km) | MMI | 주석 | 사상자   | 사상자   |
| 날짜 | 진원 위치                                              | Mw  | 깊이 (km) | MMI | 주석 | 사망자수 | 부상자수 |
| ---- | ------------------------------------------------------ | --- | --------- | --- | --- | -------- | -------- |
| 1일  | 페루 푸노구 아잔가로 북북동쪽 27km 지점                | 7.0 | 257.4     | IV  | 페루 일부 지역에서 산사태가 일어났다. 1명이 심장마비로 사망하였다. 2명이 지진 후 대피 도중 부상을 입었다.                                                    | 1명      | 2명      |
| 2일  | 일본 홋카이도 네무로시 동남쪽 187km 해역               | 5.9 | 10.0      | III | 일본 기상청 진도 계급 기준 시베쓰정에서 진도 4를 감지하였다.                                                                                                 | -        | -        |
| 6일  | 뉴질랜드 케르메덱섬 레스페랑스 바위 동남쪽 116km 해역  | 6.4 | 10.0      | -   | - | -        | -        |
| 7일  | 아르헨티나 네우켄주 아넬로 남남서쪽 22km 지점          | 4.4 | 15.9      | II  | 집이나 벽에 금이 가는 등의 여러 재산피해가 있었다. | -        | -        |
| 8일  | 필리핀 카라가 지방 산타모니카 북쪽 40km 해역           | 6.0 | 54.4      | IV  | - | -        | -        |
| 10일 | 피지 람바사 동남쪽 260km 해역                          | 6.2 | 567.4     | -   | - | -        | -        |
| 10일 | 파푸아뉴기니 밀른베이주 쿨루만다우 남남서쪽 140km 해역 | 6.1 | 10.0      | IV  | - | -        | -        |
| 12일 | 푸에르토리코 이사벨라구 조보스 남쪽 13km 지점          | 4.6 | 13.0      | V   | 일부 건물에 손상을 입었다. 지진 동안 일어난 교통사고로 1명이 부상을 입었다.                                                                                  | -        | 1명      |
| 15일 | 볼리비아 코차밤바주 클리자 남쪽 28km 지점              | 6.3 | 358.3     | III | - | -        | -        |
| 17일 | 인도네시아 롬복섬 셈발룽분붕 서남쪽 4km 해역           | 5.5 | 23.6      | V   | 2019년 롬복섬 지진 문서 참조. 말레이시아인 관광객 2명을 포함한 총 6명이 사망하고 182명이 부상을 입었다. 주택 32채가 완전 붕괴되었고 500여채가 피해를 입었다. | 6명      | 182명    |
| 20일 | 터키 데니즐리주 에키파얌 동쪽 18km 지점                | 5.7 | 10.0      | VII | 지진으로 3명이 경상을 입고 건물 수 채가 피해를 입었다. | -        | 3명      |
| 20일 | 프랑스 누벨아키텐 보르도                               | 5.0 | 2.0       | IV  | 진원 근처 지역에서 벽이나 천장에 금이 가는 등의 피해가 보고되었다. 이 지진은 1759년 이후 프랑스 보르도 지역에서 일어난 가장 강력한 지진이다.                 | -        | -        |
| 20일 | 바누아투 페나마 주 루간빌 동남쪽 52km 해역             | 6.3 | 125.4     | VI  | - | -        | -        |
| 21일 | 탄자니아 루콰 주 숨바왕가 동쪽 52km 지점               | 5.5 | 22.0      | VI  | 므베야 주에서 최소 집 4채가 붕괴하였으며 여러 집의 벽에 금이 가는 피해를 입었다. 벽 붕괴로 1명이 사망했다.                                                   | 1명      | -        |
| 23일 | 콜롬비아 바예델카우카주 엘도비오 북서쪽 7km 지점       | 6.1 | 113.3     | IV  | 마니살레스에서 시의회 건물의 유리창이 부서지는 등 약간의 재산 피해가 있었다.                                                                                 | -        | -        |
| 24일 | 인도네시아 비퉁 동북동쪽 141km 말루쿠해 해역           | 6.1 | 37.4      | III | - | -        | -        |
| 28일 | 러시아 캄차카반도 오제르노브스키 동남동쪽 266km 해역   | 6.2 | 9.0       | IV  | - | -        | -        |
| 30일 | 파푸아뉴기니 동뉴브리튼주 킴베 동쪽 105km 해역         | 6.1 | 57.2      | V   | - | -        | -        |
| 31일 | 에콰도르 산타엘레나주 산타엘레나 북쪽 27km 해역        | 6.2 | 18.5      | VI  | 일부 주택에 피해가 있었으나 사상자는 없다. | -        | -        |

### 4월
| 날짜 | 진원 위치                                                      | Mw  | 깊이 (km) | MMI | 주석 | 사상자   | 사상자   |
| 날짜 | 진원 위치                                                      | Mw  | 깊이 (km) | MMI | 주석 | 사망자수 | 부상자수 |
| ---- | -------------------------------------------------------------- | --- | --------- | --- | --- | -------- | -------- |
| 1일  | 모리셔스 로드리게스섬 포트마투린 동북쪽 264km 해역             | 6.0 | 10.0      | -   | - | -        | -        |
| 2일  | 인도네시아 자바해 해역 숨베라냐르 북북동쪽 61km 해역           | 4.9 | 35.0      | II  | 라스섬에서 건물 8채가 피해를 입었다. 1명이 부상을 입었다. | -        | 1명      |
| 2일  | 미국 알래스카주 알류샨 열도 키스카섬 동쪽 32km 해역            | 6.4 | 6.5       | -   | - | -        | -        |
| 5일  | 사우스조지아 사우스샌드위치 제도 비소코이섬 북북서쪽 94km 해역 | 6.4 | 58.4      | -   | - | -        | -        |
| 7일  | 동티모르 딜리 북북서쪽 197km 반다해 해역                       | 6.3 | 538.5     | -   | - | -        | -        |
| 9일  | 사우스조지아 사우스샌드위치 제도 브리스톨섬 동북쪽 86km 해역   | 6.5 | 45.8      | -   | - | -        | -        |
| 11일 | 일본 이와테현 미야코시 동북쪽 144km 해역                       | 6.0 | 18.0      | IV  | 아오모리현, 미야기현, 이와테현에서 일본 기상청 진도 계급 기준 3의 진도를 관측하였다. | -        | -        |
| 12일 | 인도네시아 술라웨시섬 루부크 남남서쪽 102km 해역               | 6.8 | 17.5      | VI  | 1명이 지진 대피 도중 사망하였다. | 1명      | -        |
| 12일 | 통가 니우아토푸타푸섬 히히포 동북동쪽 119km 해역               | 6.0 | 10.0      | IV  | - | -        | -        |
| 12일 | 파푸아뉴기니 서뉴브리튼주 칸드리안 서남서쪽 94km 해역          | 6.0 | 30.0      | IV  | - | -        | -        |
| 14일 | 미국 하와이 칼라오아 동쪽 20km 지점                            | 5.3 | 13.2      | VII | 정전 피해 및 일부 산사태가 일어났으며, 약간의 건물 피해가 있었다. 인명 피해는 없다. | -        | -        |
| 18일 | 타이완 화롄현 화롄시 동쪽 9km 지점                             | 6.1 | 20.0      | VI  | 2019년 화롄 지진 문서 참조. 화롄현에서 중화민국 중앙기상국 진도 계급 기준 최대 진도 7급을 감지하였다. 지진으로 타이베이에서 17명이 부상을 입었다.                                                    | 1명      | 17명     |
| 18일 | 동남인도양 해령 서부                                           | 6.3 | 10.0      | -   | - | -        | -        |
| 22일 | 필리핀 중앙루손 지방 구타드 동남동쪽 0km 지점                  | 6.1 | 20.0      | VII | 2019년 루손 지진 문서 참조. 포락 및 루바오 등지에서 슈퍼마켓 등이 여러 건물이 붕괴하여 최소 18명이 사망하고 280명이 부상을 입었다. 여러 마을에 정전이 일어났으며 팜팡가주에서 제일 큰 피해를 입었다. | 18명     | 282명    |
| 22일 | 사우스조지아 사우스샌드위치 제도 비소코이섬 북북서쪽 48km 해역 | 6.0 | 93.6      | -   | - | -        | -        |
| 23일 | 필리핀 비콜 지방 투투비간 동쪽 13km 지점                       | 6.4 | 54.0      | VII | 2019년 비사야 지진 문서 참조. 지진으로 최소 40명이 부상을 입었다. | -        | 40명     |
| 23일 | 통가 및 피지 해역 남쪽 먼바다 해역                             | 6.0 | 385.6     | -   | - | -        | -        |
| 23일 | 인도 아루나찰프라데시주 알롱 북북서쪽 31km 지점                | 5.9 | 14.0      | VII | 시요미구 등 인도 동북부 여러 지역에서 집이 무너지는 등의 피해가 있었다. 산사태도 발생하여 일부 도로가 끊어지는 피해가 있었다.                                                                        | -        | -        |
| 29일 | 예멘 소코트라섬 해역 카를스베르크 해령                         | 6.3 | 10.0      | -   | - | -        | -        |

### 5월
| 날짜 | 진원 위치                                                       | Mw  | 깊이 (km) | MMI  | 주석 | 사상자   | 사상자   |
| 날짜 | 진원 위치                                                       | Mw  | 깊이 (km) | MMI  | 주석 | 사망자수 | 부상자수 |
| ---- | --------------------------------------------------------------- | --- | --------- | ---- | --- | -------- | -------- |
| 3일  | 솔로몬 제도 이사벨 주 부알라 북북동쪽 145km 해역                | 6.1 | 10.0      | IV   | - | -        | -        |
| 6일  | 파푸아뉴기니 모로베주 불로보 북북서쪽 33km 지점                 | 7.1 | 146.0     | VI   | 지진의 진동은 오스트레일리아 퀸즐랜드주에서도 감지되었다. 라에에서 물건이 떨어지고 일부 정전이 일어나는 등 약간의 피해가 있었다.                                                                            | -        | -        |
| 9일  | 일본 미야자키현 미야자키시 동남동쪽 43km 해역                   | 6.1 | 23.0      | V    | 2019년 휴가나다 지진 문서 참조. 소주기 휴가나다 지진이다. 미야자키시, 미야코노조시에서 일본 기상청 진도 계급 기준 최대 진도 5약을 관측했다. 3명이 부상을 입었으며 여러 교통수단이 일시적으로 불통이 되었다. | -        | 3명      |
| 12일 | 코스타리카 푼타레나스주 파소카노아스 북쪽 8km 지점              | 6.1 | 19.0      | VI   | 파나마 치리키주와 인접한 지역에서 여러 건물 피해가 있었으며 파나마에서 5명이 부상을 입었다. 코스타리카 지역에서도 약간의 피해가 있었다.                                                                     | -        | 5명      |
| 14일 | 파푸아뉴기니 동뉴브리튼주 코코포 동북쪽 45km 해역               | 7.6 | 10.0      | VII  | 파푸아뉴기니와 솔로몬 제도에 쓰나미 주의보가 발령되었다가 해제되었다. 듀크오브요크 제도에 일부 주택이 무너지며 정전이 일어났으며, 1명이 부상을 입었다.                                                      | -        | 1명      |
| 16일 | 니카라과 치난데가주 지퀼릴로 서남서쪽 45km 해역                 | 5.8 | 71.7      | IV   | 엘살바도르의 라우니온주에서 주택 15채가 파손되는 피해가 있었다. | -        | -        |
| 17일 | 중화인민공화국 지린성 푸위시 서쪽 16km 지점                     | 4.8 | 16.5      | III  | 닝장구에서 주택 160채 이상이 파괴되었고 75명 이상이 실향민이 되어 이주하였다. | -        | -        |
| 19일 | 누벨칼레도니 일레로열티주 마레섬 동쪽 199km 해역                | 6.3 | 20.0      | IV   | - | -        | -        |
| 19일 | 누벨칼레도니 일레로열티주 마레섬 동쪽 176km 해역                | 6.0 | 20.0      | -    | 같은 날 일어난 규모 M6.3 지진의 여진이다. | -        | -        |
| 19일 | 누벨칼레도니 일레로열티주 마레섬 동쪽 163km 해역                | 6.2 | 20.0      | II   | 같은 날 일어난 규모 M6.3 지진의 여진이다. | -        | -        |
| 23일 | 미국 알래스카주 알류샨 열도 아마티기스섬 동북동쪽 55km 해역     | 6.1 | 27.8      | V    | - | -        | -        |
| 25일 | 일본 지바현 이스미시 오하라 서북쪽 10km 지점                    | 5.0 | 30.4      | IV   | 일본 기상청 진도 계급 기준 조난정에서 최대 진도 5약을 기록하였다. | -        | -        |
| 26일 | 페루 로레토주 로레토군 라구나스구 남남동쪽 75km 지점            | 8.0 | 109.9     | VIII | 2019년 페루 지진 문서 참조. 페루 외에도 에콰도르에서도 여러 피해를 입었다. 카하마르카에서 1명이 사망하였다. 페루에서 15명이, 에콰도르에서 15명이 부상을 입었다.                                             | 2명      | 30명     |
| 30일 | 엘살바도르 라리베르타드주 라리베르타드 남남동쪽 27km 해역       | 6.6 | 65.1      | VI   | 진앙지를 중심으로 엘살바도르에 건물에 금이 가는 등의 약간의 피해가 있었다. 한명이 심장마비로 사망하고 다른 한명이 부상을 입었다.                                                                            | 1명      | 1명      |
| 30일 | 통가 통가타푸섬 바이니 서남서쪽 131km 해역                      | 6.0 | 177.9     | IV   | - | -        | -        |
| 31일 | 필리핀 다바오 지방 동다바오주 가버너제네로소 동남동쪽 42km 해역 | 6.1 | 90.2      | IV   | - | -        | -        |

### 6월
| 날짜 | 진원 위치                                                  | Mw  | 깊이 (km) | MMI | 주석 | 사상자   | 사상자   |
| 날짜 | 진원 위치                                                  | Mw  | 깊이 (km) | MMI | 주석 | 사망자수 | 부상자수 |
| ---- | ---------------------------------------------------------- | --- | --------- | --- | --- | -------- | -------- |
| 1일  | 알바니아 코르처 주 코르처 남남서쪽 13km 지점               | 5.2 | 10.0      | V   | 코르처에서 주택 100여채가 붕괴하고 5명이 부상을 입는 피해가 있었다. | -        | 5명      |
| 2일  | 통가 에우아섬 오호누아 동쪽 109km 해역                     | 6.0 | 10.0      | -   | - | -        | -        |
| 4일  | 일본 이즈 제도 먼바다 해역                                 | 6.3 | 430.3     | III | 도쿄도 오가사와라촌 하하지마섬에서 일본 기상청 진도 계급 기준 최대 진도4를 관측하였다. | -        | -        |
| 14일 | 칠레 코킴보주 코킴보 서쪽 72km 해역                        | 6.4 | 11.0      | V   | - | -        | -        |
| 15일 | 통가 에우아섬 오호누아 동북동쪽 97km 해역                  | 6.1 | 10.0      | IV  | - | -        | -        |
| 15일 | 뉴질랜드 케르매덱 제도 레스페랑스 바위 동북쪽 116km 해역   | 7.3 | 46.0      | VII | 쓰나미 경보가 발령되었고, 라오울섬에서 최대 9cm의 쓰나미를 관측하였다. | -        | -        |
| 16일 | 뉴질랜드 케르매덱 제도 레스페랑스 바위 동북동쪽 93km 해역  | 6.3 | 35.0      | -   | 15일 일어난 규모 M7.2 지진의 여진이다. | -        | -        |
| 17일 | 뉴질랜드 케르매덱 제도 레스페랑스 바위 동북동쪽 135km 해역 | 6.0 | 16.0      | -   | 15일 일어난 규모 M7.2 지진의 여진이다. | -        | -        |
| 17일 | 중화인민공화국 쓰촨성 이빈시 창닝현 남쪽 19km 지점         | 5.8 | 10.0      | VII | 2019년 이빈 지진 문서 참조. 창닝현에 집중적인 피해를 입었다. 최소한 13명이 사망하고 200명 이상이 부상을 입었다. 지진의 진동은 이빈시 시내에도 강하게 느껴졌다.                                                                    | 13명     | 220명    |
| 18일 | 일본 야마가타현 쓰루오카시 서남서쪽 31km 해역              | 6.4 | 12.0      | VII | 야마가타현 해역 지진 문서 참조. 일본 기상청 진도 계급 기준 야마가타현 무라카미시에서 최대 진도 6강을 관측하였다. 또한 쓰나미 경보가 발령되었고, 니가타시에서 최대 10cm의 쓰나미를 관측하였다. 5개 현에서 총 41명이 부상을 입었다. | -        | 41명     |
| 19일 | 뉴질랜드 케르매덱 제도 레스페랑스 바위 동북쪽 140km 해역   | 6.4 | 10.0      | -   | 15일 일어난 규모 M7.2 지진의 여진이다. | -        | -        |
| 19일 | 인도네시아 파푸아주 아베푸라 서쪽 245km 지점               | 6.3 | 12.1      | VII | 학교 2채, 교회 1채를 포함한 건물 39채가 약간 손상되는 피해를 입었다. | -        | -        |
| 21일 | 뉴질랜드 케르매덱 제도 레스페랑스 바위 동북동쪽 156km 해역 | 6.2 | 35.0      | -   | 15일 일어난 규모 M7.2 지진의 여진이다. | -        | -        |
| 22일 | 중화인민공화국 쓰촨성 이빈시 창닝현 남쪽 13km 지점         | 5.3 | 10.0      | VI  | 궁현에서 피해가 집중되었으며 최소한 31명이 부상을 입었다. 이 지진은 6월 17일 있었던 2019년 이빈 지진의 최대여진이다. | -        | 31명     |
| 24일 | 인도네시아 파푸아주 아베푸라 서쪽 233km 지점               | 6.1 | 22.0      | VI  | 19일 일어난 규모 M6.3 지진의 여진이다. | -        | -        |
| 24일 | 인도네시아 반다해 사우믈라키 서북쪽 288km 해역             | 7.3 | 208.3     | VI  | 지진의 진동은 오스트레일리아의 다윈에서도 느껴졌다. | -        | -        |
| 25일 | 러시아 캄차카 지방 우스티캄차츠크 동쪽 105km 해역          | 6.3 | 10.0      | V   | 6월 26일 일어난 M6.4의 전진이다. | -        | -        |
| 26일 | 러시아 캄차카 지방 우스티캄차츠크 동쪽 102km 해역          | 6.4 | 10.0      | V   | - | -        | -        |
| 26일 | 파나마 치리키주 아세리오데가리체 동남쪽 5km 지점           | 6.2 | 26.2      | VII | 파나마 및 인접한 코스타리카에서 주택이 붕괴되는 등의 피해가 있었다. 진앙 가까이에 있던 도시들은 정전이 있기도 했다. | -        | 1명      |
| 27일 | 뉴질랜드 케르매덱 제도 레스페랑스 바위 북북서쪽 120km 해역 | 6.3 | 10.0      | VI  | 6월 15일 일어난 규모 M7.2 지진의 여진이다. | -        | -        |
| 29일 | 북마리아나 제도 팔라룽 드 파자로스섬 서남쪽 88km 해역      | 6.4 | 410.0     | III | - | -        | -        |

### 7월
| 날짜 | 진원 위치                                                  | Mw  | 깊이 (km) | MMI  | 주석 | 사상자   | 사상자   |
| 날짜 | 진원 위치                                                  | Mw  | 깊이 (km) | MMI  | 주석 | 사망자수 | 부상자수 |
| ---- | ---------------------------------------------------------- | --- | --------- | ---- | --- | -------- | -------- |
| 1일  | 바누아투 페나마 주 루간빌 동북동쪽 38km 해역               | 6.0 | 113.3     | IV   | - | -        | -        |
| 1일  | 폴란드 실롱스크주 카토비체 인근                            | 2.7 | 0.7       | -    | 무르츠키-스타치 광산의 붕괴로 인해 작은 지진이 일어났다. 사고로 3명이 사망하고 6명이 부상을 입었다. | 3명      | 6명      |
| 4일  | 중국 쓰촨성 이빈시 창닝현 서남쪽 9km 지점                  | 5.2 | 10.0      | IV   | 6월 17일 일어났던 M5.8 지진의 여진이다. 여러 건물이 붕괴되고 추가로 부상자가 발생하는 피해가 있었다. | -        | 13명     |
| 4일  | 캐나다 브리티시컬럼비아주 벨라벨라 서남서쪽 196km 해역     | 6.2 | 10.0      | IV   | - | -        | -        |
| 4일  | 미국 캘리포니아주 셜즈밸리 서남쪽 12km 지점                | 6.4 | 10.7      | VIII | 2019년 리지크레스트 지진의 전진이다. 지진의 진동은 라스베가스와 로스앤젤레스에서도 느껴졌다. 진앙지인 리지크레스트를 중심으로 구조물 일부 붕괴 및 여러 화재 피해가 보고되었다. 네바다주의 파럼프에서 담장 붕괴로 인해 1명이 사망하였고 대략 20명이 부상을 입었다. | 1명      | 20명     |
| 5일  | 폴란드 돌니실롱스크주 폴코비체 동쪽 4km 지점               | 4.7 | 8.8       | IV   | 루드나 광산에 피해를 입었다. 광부 1명이 사망했으며 5명이 부상을 입었다. | 1명      | 5명      |
| 6일  | 미국 캘리포니아주 리지크레스트 북북동쪽 17km 지점          | 7.1 | 17.0      | IX   | 2019년 리지크레스트 지진 문서 참조. 지진의 진동은 라스베이거스와 로스앤젤레스에서도 느껴졌다. 진앙지인 리지크레스트를 중심으로 구조물 일부 붕괴 및 여러 화재 피해가 보고되었다. 네바다주의 파럼프에서 5명이 부상을 입었다.                                        | -        | 5명      |
| 7일  | 인도네시아 말루쿠해 해역 트르나테 서남서쪽 133km 해역      | 6.9 | 36.3      | V    | - | -        | -        |
| 8일  | 이란 후제스탄주 마스제드솔레이만 동남쪽 28km 지점          | 5.7 | 10.0      | VII  | 지진으로 후제스탄주 지역에서 건물이 일부 붕괴되는 피해를 입었다. 지진으로 1명이 심장마비로 사망하였으며 100명이 경상을 입었다. | 1명      | 100명    |
| 9일  | 필리핀 소크사르젠 지방 돌로 서남서쪽 2km 지점              | 5.6 | 24.0      | V    | 지진으로 일부 구조물 피해가 있었다. 돌로 지역 학교에서 학생 70여명이 긴급히 대피하던 도중 3명이 부상을 입었다. | 1명      | 3명      |
| 11일 | 파푸아뉴기니 부건빌 자치주 아라와 북쪽 174km 해역          | 6.0 | 495.9     | II   | - | -        | -        |
| 12일 | 필리핀 남수리가오주 칸틸란 동쪽 6km 지점                   | 5.8 | 14.2      | VI   | 마드리드 지역에서 지진으로 인해 여러 건축물이 손상되는 피해를 입었으며 칸틸란에서는 레스토랑이 무너지는 피해를 입었다. 지진으로 최소 63명이 부상을 입었다. | -        | 63명     |
| 13일 | 일본 류큐 제도 나제시 서북쪽 169km 해역                    | 6.1 | 251.0     | III  | 아마미시, 세토우치정, 기카이정, 아마기정에서 일본 기상청 진도 계급 기준 최대 진도3의 진동을 관측하였다. | -        | -        |
| 14일 | 오스트레일리아 웨스턴오스트레일리아주 브룸 서쪽 202km 해역 | 6.6 | 10.0      | VI   | 오스트레일리아에서 일어났던 지진 중 역사상 가장 강력한 지진이다. 브룸 지역의 건물에 약간 손상을 입는 피해가 있었다. | -        | -        |
| 14일 | 인도네시아 북말루쿠주 라이우위 북북동쪽 93km 지점          | 7.2 | 19.0      | VIII | 2019년 북말루쿠주 지진 문서 참조. 14명이 사망하였으며 129명이 부상을 입었다. 할마헤라섬에서 건물들이 무너지는 피해가 있었다. | 14명     | 129명    |
| 15일 | 파푸아뉴기니 서뉴브리튼주 칸드리안 북쪽 25km 지점          | 6.2 | 59.0      | VI   | - | -        | -        |
| 16일 | 인도네시아 동자와주 켄달레조 남남동쪽 40km 해역            | 5.7 | 91.6      | VIII | 발리섬과 동자와주에서 여러 구조물 피해가 발생했다. 발리섬에서 5명이 부상을 입었으며 총 7명이 부상을 입었다. | -        | 7명      |
| 19일 | 그리스 아티키주 마고울라 북북서쪽 3km 지점                 | 5.3 | 10.0      | VII  | 아테네에서 정전 및 일부 구조물이 손상되는 피해가 있었다. 3명이 경상을 입었다. | -        | 3명      |
| 23일 | 남극 벨레니 제도 해역                                      | 6.0 | 10.0      | -    | - | -        | -        |
| 25일 | 인도 마하라슈트라주 다하누 동쪽 18km 지점                  | 4.8 | 10.0      | -    | 1명이 사망하고 1명이 부상을 입었다. | 1명      | 1명      |
| 26일 | 필리핀 바타네스주 이트바야트 동쪽 15km 해역                | 6.0 | 10.0      | VI   | 2019년 바타네스 지진 문서 참조. 이트바야트 섬의 건축물 대부분이 무너지는 피해를 입었다. 9명이 사망하고 60명이 부상을 입었다. | 9명      | 60명     |
| 27일 | 일본 와카야마현 신구시 동남동쪽 144km 해역                 | 6.3 | 375.8     | III  | 일본 미야기현 마루모리정에서 일본 기상청 진도 계급 기준 진도4를 관측하였다. 이바라키현 태평양 연안, 미야기현 태평양 연안에서 높은 진도를 관측하는 등 이상지진역이 관측된 지진이었다.                                                                              | -        | -        |
| 31일 | 바누아투 말람파 주 라카토로 동쪽 56km 해역                 | 6.6 | 179.1     | V    | - | -        | -        |

### 8월
| 날짜 | 진원 위치                                                               | Mw  | 깊이 (km) | MMI | 주석 | 사상자   | 사상자   |
| 날짜 | 진원 위치                                                               | Mw  | 깊이 (km) | MMI | 주석 | 사망자수 | 부상자수 |
| ---- | ----------------------------------------------------------------------- | --- | --------- | --- | --- | -------- | -------- |
| 1일  | 칠레 리베르타도르헤네랄베르나르도오이긴스주 산안토니오 서남쪽 94km 해역 | 6.8 | 10.0      | VI  | 비냐델마르 지역에서 정전이 일어나는 등 일부 재산 피해를 입었다. | -        | -        |
| 2일  | 인도네시아 반텐주 투구힐리르 서남서쪽 102km 해역                        | 6.9 | 52.8      | VI  | 2019년 순다 해협 지진 문서 참조. 수마트라섬과 자와섬에 최대 3m의 쓰나미가 올 수 있다는 쓰나미주의보가 발령되었다. 인도네시아 내 139개 건물이 최대 일부 붕괴되는 등의 피해를 입었다. 8명이 사망하고 8명이 부상을 입었다. | 8명      | 8명      |
| 4일  | 일본 후쿠시마현 나미에정 동북동쪽 54km 해역                             | 6.3 | 38.6      | V   | 일본 기상청 규모 기준 M6.4이며 2011년 일어난 도호쿠 지방 태평양 해역 지진의 여진이다. 미야기현 이시노마키시, 와타리정, 후쿠시마현 후타바정에서 일본 기상청 진도 계급 기준 5약을 관측하였다. | -        | -        |
| 4일  | 이란 코길루예부예르아마드주 도건바단 북쪽 30km 지점                     | 5.3 | 41.2      | VII | 건축물들이 무너지는 등의 피해로 5명이 부상을 입었다. | -        | 5명      |
| 7일  | 중화민국 이란현 쑤아오진 동남쪽 16km 해역                               | 5.9 | 10.0      | VI  | 신베이시에서 1명이 지진의 충격으로 떨어진 물건에 맞아 사망했다. 타이베이시에서 최소 1만 가구가 정전 피해를 입었다. | 1명      | -        |
| 8일  | 터키 데니즐리주 바클란 동남동쪽 8km 지점                                | 5.8 | 10.0      | VII | 지진의 충격으로 80명이 부상을 입고 대략 800가구가 건축물 피해를 입었다. | -        | 80명     |
| 13일 | 페루 앙카시주 라우니온 서남쪽 69km 지점                                 | 4.9 | 12.4      | VI  | 페루에서 일부 건축물 피해가 일어났다. 카하카이구에서 1명이 부상을 입었다. | -        | 1명      |
| 16일 | 미국 캔자스주 사우스허친슨 서남서쪽 4km 지점                            | 4.2 | 5.0       | VI  | 캔자스주 사우스허친슨을 중심으로 여러 건축물 피해가 일어났다. | -        | -        |
| 20일 | 솔로몬 제도 산타크루즈 제도 라타 동남쪽 87km 해역                       | 6.0 | 45.0      | V   | - | -        | -        |
| 21일 | 인도양-남극 해령 서부 해역                                              | 6.0 | 10.0      | -   | - | -        | -        |
| 24일 | 바누아투 토르바 주 솔라 서남쪽 63km 해역                                | 6.0 | 114.7     | IV  | - | -        | -        |
| 27일 | 사우스조지아 사우스샌드위치 제도 브리스톨섬 남쪽 130km 해역             | 6.6 | 10.0      | IV  | - | -        | -        |
| 29   | 일본 아오모리현 하치노헤시 동북동쪽 141km 해역                          | 5.9 | 23.8      | IV  | 일본 기상청에서는 규모 M6.1로 측정했다. 이 지진으로 홋카이도 하코다테시, 우라호로정, 아오모리현 하치노헤시, 고쇼가와라시, 무쓰시, 히라나이정, 소토가하마정, 노헤지정, 시치노헤정, 로쿠노헤정, 요코하마정, 도호쿠정, 오이라세정, 고노헤정, 난부정, 하시카미정, 히가시도리촌, 이와테현 모리오카시, 니노헤시에서 일본 기상청 진도 계급 기준 3의 진동을 감지했다. | -        | -        |
| 29일 | 미국 오리건주 밴던 서쪽 285km 해역                                      | 6.3 | 4.7       | -   | - | -        | -        |
| 31일 | 미얀마 사가잉 관구 슈웨보 서북쪽 26km 지점                              | 5.5 | 10.0      | V   | 일부 건축물이 붕괴되는 피해를 입었다. | -        | -        |

### 9월
| 날짜 | 진원 위치                                                           | Mw  | 깊이 (km) | MMI  | 주석 | 사상자   | 사상자   |
| 날짜 | 진원 위치                                                           | Mw  | 깊이 (km) | MMI  | 주석 | 사망자수 | 부상자수 |
| ---- | ------------------------------------------------------------------- | --- | --------- | ---- | --- | -------- | -------- |
| 1일  | 피지 라우주 오노이라우 북북동쪽 32km 해역                           | 6.6 | 591.0     | II   | - | -        | -        |
| 7일  | 중화인민공화국 쓰촨성 네이장시 남쪽 1km 지점                        | 5.1 | 10.0      | VI   | 지진으로 주택 132채가 무너지고 4,880채가 손상을 입었다. 이번 지진으로 1명이 사망하고 63명이 부상을 입었다.                                                 | 1명      | 63명     |
| 9일  | 탄자니아 카타비 주 음판다 서남서쪽 32km 지점                        | 5.4 | 25.0      | VI   | 음판다 지구에서 여러 건물이 무너지는 피해가 있었다. 지진으로 2명이 부상을 입었다.                                                                          | -        | 2명      |
| 19일 | 인도네시아 동자와주 람방구 펜도크 북북동쪽 73km 해역                | 6.2 | 611.8     | II   | - | -        | -        |
| 19일 | 인도네시아 동자와주 람방구 숨베르사리 북북동쪽 71km 해역            | 6.0 | 591.2     | II   | 몇 분 전 일어난 규모 M6.2 지진의 여진이다. | -        | 2명      |
| 21일 | 알바니아 두러스 주 두러스 북쪽 6km 해역                             | 5.6 | 10.0      | VIII | 최소 108명이 부상을 입었고 알바니아 내 건물 120채가 지진 피해를 입었다. 알바니아에서 30년만에 일어난 가장 강한 지진이다.                                   | -        | 108명    |
| 24일 | 푸에르토리코 아과딜라 샌안토니오 북북서쪽 69km 해역                 | 6.0 | 10.0      | IV   | - | -        | -        |
| 24일 | 파키스탄 아자드 카슈미르 미르푸르 남쪽 3km 지점                     | 5.6 | 10.0      | VII  | 2019년 카슈미르 지진 문서 참조. 진앙지 인근에서 심각한 피해가 일어났다. 40명이 사망하고 852명 이상이 부상을 입었다.                                        | 40명     | 852명    |
| 24일 | 서남인도양 해령                                                     | 6.1 | 10.0      | -    | - | -        | -        |
| 25일 | 인도네시아 말루쿠주 카이라투 남쪽 10km 해역                         | 6.5 | 18.2      | VII  | 2019년 카이라투 지진 문서 참조. 진앙지 인근에서 여러 건물이 무너지고 산사태가 일어났다. 지진과 잇다른 산사태로 34명이 사망하고 156명 이상이 부상을 입었다. | 41명     | 1,578명  |
| 26일 | 터키 테키르다주 마르마라 에렐리시 동남동쪽 20km 해역                | 5.7 | 10.0      | VI   | 2019년 이스탄불 지진 문서 참조. 아브즐라르 지역을 중심으로 열 피해가 일어났다. 1명이 사망하고 43명이 부상을 입었다.                                        | 1명      | 43명     |
| 26일 | 칠레 로스라고스주 비야 라 앙고스투라(아르헨티나) 서남서쪽 30km 지점 | 6.1 | 129.0     | IV   | 지진으로 푸에르토몬트에서 1명이 사망했다. | 1명      | -        |
| 27일 | 뉴질랜드 케르메덱 제도 라오울섬 남쪽 96km 해역                      | 6.0 | 35.0      | IV   | - | -        | -        |
| 29일 | 필리핀 다바오 지방 퐁다구이탄 남남동쪽 84km 해역                    | 6.2 | 76.1      | IV   | - | -        | -        |
| 29일 | 칠레 마울레주 콘스티투시온 서남서쪽 69km 해역                       | 6.8 | 11.0      | VI   | 지진으로 인한 충격으로 콘셉시온에서 1명이 사망하였다. | 1명      | -        |

### 10월
| 날짜 | 진원 위치                                                               | Mw  | 깊이 (km) | MMI | 주석 | 사상자   | 사상자   |
| 날짜 | 진원 위치                                                               | Mw  | 깊이 (km) | MMI | 주석 | 사망자수 | 부상자수 |
| ---- | ----------------------------------------------------------------------- | --- | --------- | --- | --- | -------- | -------- |
| 3일  | 인도 마니푸르주 임팔 동북동쪽 16km 지점                                 | 4.8 | 59.3      | IV  | 지진으로 임팔에서 2명이 부상을 입었다. | -        | 2명      |
| 3일  | 폴란드 실롱스크주 파니우프키 동남쪽 4km 지점                            | 2.8 | 5.0       | -   | 지진으로 광산 붕괴 사고가 일어나 1명이 사망하고 9명이 부상을 입었다. | 1명      | 9명      |
| 6일  | 파키스탄 아자드 카슈미르 카슈미르 계곡 북쪽 15km                        | 3.6 | 10.0      | -   | 미르푸르에서 집 여러 채가 붕괴하여 1명이 사망하였다. 9월에 일어난 2019년 카슈미르 지진의 여진이다. | 1명      | 10명     |
| 10일 | 인도네시아 말루쿠주 파소 북북서쪽 2km 해역                              | 5.0 | 49.4      | VII | 9월에 일어난 2019년 카이라투 지진의 여진이다. 지진으로 건물 수 채가 무너저 1명이 사망하는 피해가 일어났다.                                                                                                | 1명      | 3명      |
| 16일 | 필리핀 소크사르젠 지방 콜룸비오 동북동쪽 7km 지점                       | 6.4 | 14.1      | VII | 2019년 코타바토 지진 문서 참조. 소크사르젠 지방과 다바오 지방을 중심으로 심각한 피해가 일어났다. 지진으로 7명이 사망하고 215명 이상이 부상을 입었다. 이 지진은 10월 29일 일어난 규모 6.6 지진의 전진이다. | 7명      | 215명    |
| 21일 | 바누아투 타페아 주 이상겔 북북동쪽 63km 해역                            | 6.4 | 231.0     | IV  | - | -        | -        |
| 23일 | 대서양 어센션섬 북쪽 해역                                               | 6.3 | 10.0      | II  | - | -        | -        |
| 25일 | 스페인 안달루시아 지방 알칼라 델 바예 서북쪽 3km 지점                   | 4.5 | 10.0      | V   | 진앙지 인근 학교가 일시 폐쇄되었으며 올베라 지역에서 여러 건물이 피해를 입었다. | -        | -        |
| 27일 | 중화인민공화국 간쑤성 간난 티베트족 자치주 샤허현 다마이 남쪽 15km 지점 | 5.2 | 10.0      | V   | 지진으로 최소 21명이 부상을 입었다. | -        | 21명     |
| 29일 | 필리핀 소크사르젠 지방 부알 동쪽 14km 지점                              | 6.6 | 15.3      | VII | 2019년 코타바토 지진 문서 참조. 다바오 지방과 소크사르젠 지방을 중심으로 여러 건물이 무너지는 피해를 입었다. 최소 12명이 사망하고 403명이 부상을 입었다.                                                  | 12명     | 403명    |
| 31일 | 필리핀 소크사르젠 지방 마킬라라 남쪽 1km 지점                           | 6.5 | 10.0      | VII | 10월 29일 일어난 규모 M6.6의 지진의 여진이다. 본진으로 약해진 건물에 큰 충격이 가해져 최소 4명이 사망하고 20명이 부상을 입었다.                                                                           | 4명      | 20명     |

### 11월
| 날짜 | 진원 위치                                                                | Mw  | 깊이 (km) | MMI  | 주석 | 사상자   | 사상자       |
| 날짜 | 진원 위치                                                                | Mw  | 깊이 (km) | MMI  | 주석 | 사망자수 | 부상자수     |
| ---- | ------------------------------------------------------------------------ | --- | --------- | ---- | --- | -------- | ------------ |
| 2일  | 사우스조지아 사우스샌드위치 제도 비스코이섬 북북동쪽 122km 해역          | 6.1 | 8.0       | IV   | - | -        | -            |
| 4일  | 칠레 코킴보주 이야펠 서남쪽 30km 지점                                    | 6.1 | 53.0      | VII  | - | -        | -            |
| 4일  | 통가 바바우 제도 네이아푸 서쪽 136km 해역                                | 6.6 | 10.0      | IV   | - | -        | -            |
| 5일  | 사우스조지아 사우스샌드위치 제도 사우스샌드위치 제도 동쪽 해역           | 6.3 | 10.0      | -    | - | -        | -            |
| 5일  | 바누아투 토르바 주 솔라 동북동쪽 23km 해역                               | 6.0 | 19.0      | VI   | - | -        | -            |
| 6일  | 바누아투 토르바 주 솔라 동북동쪽 33km 해역                               | 6.0 | 10.0      | VI   | 전날 일어난 바누아투 M6.0 지진의 여진이다. | -        | -            |
| 7일  | 이란 동아제르바이잔주 하스트루드 동북쪽 59km 지점                        | 5.9 | 20.0      | VIII | 진앙 인근에 있던 마을 3개가 큰 피해를 입어 파괴되었으며, 동아제르바이잔주 전역에서 크고 작은 피해가 일어났다. 최소 7명이 사망하고 500명 이상이 부상을 입었다.                                                       | 7명      | 584명        |
| 8일  | 피지 라우주 오노이라우 도이섬 남남서쪽 166km 해역                        | 6.5 | 577.0     | II   | - | -        | -            |
| 11일 | 프랑스 오베르뉴론알프 아르데슈주 메스 서북서쪽 5km 지점                  | 4.8 | 10.0      | VII  | 진앙지 인근인 르텔을 중심으로 피해가 있었다. 지진으로 4명이 부상을 입었다. | -        | 4명          |
| 11일 | 통가 하파이 제도 팡가이 서쪽 147km 해역                                  | 6.2 | 10.0      | IV   | - | -        | -            |
| 12일 | 인도네시아 말루쿠주 파소 서북쪽 5km 해역                                 | 5.0 | 49.8      | IV   | 2019년 카이라투 지진의 여진이다. 이 지진으로 2명이 사망하고 9명이 부상을 입었다. | 2명      | 9명          |
| 14일 | 인도네시아 북술라웨시주 비퉁 동쪽 138km 해역                             | 7.1 | 33.0      | VII  | 쓰나미 경보가 발령되었다가 해제되었다. 교회 3채, 학교 1채를 포함하여 건물 36채가 피해를 입었다. 이 지진으로 1명이 사망하고 3명이 부상을 입었다.                                                                     | 1명      | 3명          |
| 14일 | 인도네시아 북말루쿠주 트르나테 서북쪽 134km 해역                         | 6.0 | 23.0      | V    | 같은 날 일어난 인도네시아 M7.1 지진의 여진이다. | -        | -            |
| 17일 | 모로코 드라타필랄레트 지방 아메르시드 동남동쪽 22km 지점                 | 5.0 | 10.0      | VI   | 미델트 지역을 중심으로 큰 건축물 피해가 있었으나 사상자는 없었다. | -        | -            |
| 18일 | 필리핀 북민다나오 지방 카딘길란 북쪽 2km 지점                            | 5.9 | 14.5      | VII  | 부키드논주를 중심으로 피해가 컸다. 주택 200여채가 붕괴되었고 16명이 부상을 입었다. | -        | 16명         |
| 20일 | 멕시코 치아파스주 포트치아파스 서남쪽 125km 해역                         | 6.3 | 14.2      | IV   | - | -        | -            |
| 20일 | 러시아 오호츠크해 오제르노브스키 서북쪽 264km 해역                       | 6.3 | 496.0     | -    | - | -        | -            |
| 20일 | 라오스 사이냐불리주, 라오스-태국 국경 찰름프라끼앗군 동남동쪽 32km 지점  | 6.2 | 10.0      | VII  | 라오스에서는 건물 12채가 큰 피해를 입고 부상자 2명이 발생했다. 인근 타이에서도 난주를 중심으로 피해가 있었다. | -        | 2명          |
| 23일 | 인도네시아 파푸아주 북쪽 해역                                            | 6.2 | 5.0       | III  | - | -        | -            |
| 24일 | 미국 알래스카주 알류샨 열도 에이댁 동남쪽 96km 해역                      | 6.3 | 20.0      | IV   | - | -        | -            |
| 25일 | 중화인민공화국 광시 좡족 자치구 신징진 동남쪽 42km 지점                  | 5.0 | 10.0      | VII  | 지진으로 건물에 금이 가고 담장이 무너지는 등의 피해로 1명이 사망하고 4명이 부상을 입었다. | 1명      | 4명          |
| 26일 | 알바니아 두러스 주 맘무라스 서남서쪽 15km 지점                           | 6.4 | 22.0      | VIII | 2019년 알바니아 지진 문서 참조. 진앙지인 두러스 주를 중심으로 여러 건물이 붕괴되는 등 심각한 피해를 입었다. 이 지진으로 52명이 사망하고 3,000명 이상이 부상을 입었다. 이 지진은 2019년 가장 사망자가 많은 지진이다. | 52명     | 3,000명 이상 |
| 26일 | 보스니아 헤르체고비나 헤르체고비나네레트바 주 블라가이 남남동쪽 4km 지점 | 5.3 | 10.0      | VIII | 진앙지인 모스타르를 중심으로 건물이 피해를 입고 2명이 부상을 입었다. 이 지진은 알바이나에서 6.4 지진이 일어난 지 수 시간도 되지 않아 일어난 지진이다.                                                               | -        | 2명          |
| 27일 | 그리스 크레타 플라타노스 서북쪽 42km 해역                                | 6.0 | 63.5      | V    | - | -        | -            |

### 12월
| 날짜 | 진원 위치                                                  | Mw  | 깊이 (km) | MMI | 주석 | 사상자   | 사상자   |
| 날짜 | 진원 위치                                                  | Mw  | 깊이 (km) | MMI | 주석 | 사망자수 | 부상자수 |
| ---- | ---------------------------------------------------------- | --- | --------- | --- | --- | -------- | -------- |
| 2일  | 미국 알래스카주 알류샨 열도 애머티그낵 섬 동쪽 70km 해역   | 6.0 | 28.0      | IV  | 11월 24일 일어난 M6.3 지진의 여진이다. | -        | -        |
| 3일  | 칠레 아리카이파리나코타주 아리카 서쪽 28km 해역            | 6.0 | 38.0      | V   | - | -        | -        |
| 4일  | 바누아투 타페아 주 이상겔 북북동쪽 62km 해역               | 6.0 | 266.0     | III | - | -        | -        |
| 6일  | 통가 바바우 제도 히히포 서북서쪽 164km 해역                | 6.0 | 10.0      | IV  | - | -        | -        |
| 9일  | 이탈리아 토스카나주 스카르페리아 서쪽 2km 지점             | 4.6 | 10.0      | V   | 진앙지인 바르베리노디무젤로를 중심으로 구시가지 건물이 붕괴되고 철도가 탈선하는 등의 피해가 있었다. | -        | -        |
| 11일 | 일본 홋카이도 마쿠베쓰정 남남동쪽 27km 지점                | 4.5 | 16.4      | -   | 일본 기상청 진도 계급 기준 홋카이도 도요토미정에서 진도 5약을 관측하였다. | -        | -        |
| 15일 | 필리핀 민다나오섬 메트로 다바오 마가사이사이 남쪽 7km 지점 | 6.8 | 18.0      | VII | 2019년 남다바오 지진 문서 참조. 주택 4,545채, 건축물 29채가 붕괴되었으며 파다다 슈퍼마켓 빌딩이 무너져 수십 명이 갇혔다가 구조되는 일도 있었다. 이 지진으로 13명이 사망하고 210명 이상이 부상을 입었다. | 13명     | 210명    |
| 18일 | 중화인민공화국 쓰촨성 네이장시 서북서쪽 11km 지점          | 4.9 | 10.0      | VII | 건물 780여채가 붕괴하고 11,968 가구가 정전 피해를 입었다. 이번 지진으로 중상자 4명 포함 18명이 부상을 입었다.                                                                                           | -        | 18명     |
| 19일 | 일본 아오모리현 하치노헤시 동쪽 47km 해역                  | 5.1 | 51.2      | V   | 일본 기상청 진도 계급 기준 아오모리현 하시카미정에서 진도 5약을 관측했다. 도호쿠 지방 태평양 해역 지진의 여진이다.                                                                                      | -        | -        |
| 20일 | 아프가니스탄 바다흐샨주 주름구 서남쪽 49km 지점            | 6.1 | 212.0     | IV  | 지진으로 파키스탄 카이베르파크툰크와주에서 벽돌담장이 무너지는 사고가 일어나 1명이 부상을 입었다. | -        | 1명      |
| 23일 | 캐나다 밴쿠버섬 포트하디 서쪽 177km 해역                   | 6.0 | 10.0      | IV  | 12월 25일 일어난 규모 M6.3 지진의 전진이다. | -        | -        |
| 23일 | 캐나다 밴쿠버섬 포트하디 서쪽 163km 해역                   | 6.0 | 10.0      | IV  | 12월 25일 일어난 규모 M6.3 지진의 전진이다. | -        | -        |
| 24일 | 아르헨티나 산티아고델에스테로주 엘호요 서북서쪽 14km 지점  | 6.0 | 581.6     | II  | - | -        | -        |
| 24일 | 콜롬비아 메타주 레하니아스 서쪽 3km 지점                   | 6.0 | 11.0      | VI  | 진앙지인 레하니아스를 중심으로 건물 15채가 피해를 입고 산사태가 일어나는 일이 일어났다. | -        | -        |
| 25일 | 캐나다 밴쿠버섬 포트하디 서쪽 180km 해역                   | 6.3 | 6.4       | IV  | - | -        | -        |
| 29일 | 미국 푸에르토리코 과니카 인디오스 남쪽 11km 해역           | 5.0 | 6.0       | VI  | 벽돌 담장에 금이 가는 등 여러 재산 피해가 있었다. 2020년 1월 7일 일어난 규모 M6.4의 2020년 푸에르토리코 지진의 전진이다.                                                                                | -        | -        |

## 같이 보기
- 지진 목록